# Марко Пакувије
Марко Пакувије (лат. Marcus Pacuvius, око 220. п. н. е. — око 130. п. н. е.) био је највећи писац трагедија у римској књижевности пре појаве Луција Акција.
Пакувије је био сестрић и ученик песника Квинта Енија, који је први у Антички Риму уздигао трагедију на степен утицајног и угледног књижевног рода. У периоду између Енијеве смрти (169. п. н. е.) и почетка књижевног деловања Луција Акција, најмлађег и најпродуктивнијег трагичког песника, Пакувије је био једини који је у Риму писао трагедије. Као и Еније, Пакувије је највероватније био осачког порекла, а рођен је у Брундизију (данас Бриндизи), коме је 244. п. н. е. био додељен статус римске колоније. Могуће је да управо због тог свог јужноиталског порекла Паукувије није досегао ону чистоту стила која је карактерисала ране комичке песнике, Невија и Плаута.
За Пакувија знамо да се истакао и у сликарству, а Плиније Старији (Нат. хист. XXXV) помиње једно његово сликарско дело у Херкуловом храму на Боаријском форуму (Forum Boarium, од boarius = сточни). Као књижевник био је мање продуктиван од, на пример, Енија или Акција, па знамо само за око дванаест његових драма, које обрађују грчке теме, међу којима су Antiope, Teucer, Armorum iudicium, Dulorestes, Chryses, Niptra и друге, од којих већина обрађује митове из тројанског циклуса. Позната нам је и једна његова претекста, тј. трагедија с римском историјском тематиком, под насловом Paulus, која је била написана поводом победе Луција Емилија Паула Мекедонског у бици код Пидне 168. п. н. е., по узору на Невијев Кластидиј (Clastidium) и Енијеву Амбракију (Ambracia), који су такође били написани као успомена на велике војне успехе.
Пакувије је писао трагедије до дубоко у старост: када је имао око 80 година, приказао је једну своју драму, а исте је године једну драму на сцену поставио и Акције, коме је тада било тек 30 година. Последње године живота провео је у Таренту, где га је — према речима Аула Гелија (N. Att. XIII, 2) — једном приликом посетио Акције и читао му одломке из своје драме Атреј. Ова прича, међутим, највероватније представља инвенцију каснијих филолога, каква је и прича о наводној посети младог Теренција старом комичком песнику Цецилију Стацију. Али та је инвенција ипак у складу с традиционалном књижевном критиком, коју преноси Хорације (Епист. II, 1, 5455), о суштинској разлици између два трагичара: код Пакувија је, наиме, посебно била цењена његова ученост (doctus), а код млађег Акција његова снага (altus).
Изгледа да Цицерон, који често с дивљењем цитира Пакувија, њега смешта на прво место међу римским трагичким песницима, као што Енија сматра најбољим епским песником, а Цецилија Стација најбољим писцем комедија. Фрагменти Пакувијевих драма, које Цицерон цитира да би поткрепио своја сопствена етичка начела, прослављају моралну снагу, достојанство и величину духа као најплеменитије римске карактеристике. Ти фрагменти инспирисани су снажним и одлучним пламеном духа, те откривају нежност и хуманост осећаја измешане с озбиљним достојанством аутентичног Римљанина.
Аул Гелије (N. Att. I, 24), дивећи се Пакувијевој „скромности, једноставности и лепом озбиљном духу“, цитира Пакувијев надгробни епитаф, за који се не зна да ли је аутентичан:
Младићу, премда журиш, овај те камен моли
поглед да бациш на њега и натпис прочиташ овај.
Овде кости песника Марка Пакувија леже.
То сам желео само да сазнаш. Остај ми здраво.
-{Adulescens, tam etsi properas, te hoc saxum rogat
Ut sese adspicias, deinde quod scriptum est legas.
Hic sunt poetae Pacuvi Marci sita
Ossa. Hoc volebam nescius ne esses. Vale.}-